# Thrixspermum williamsianum
Thrixspermum williamsianum là một loài thực vật có hoa trong họ Lan. Loài này được (Kores) Ormerod miêu tả khoa học đầu tiên năm 1996.